# Salute mentale in Corea del Sud
I problemi legati alla salute mentale sono prevalenti in Corea del Sud: nel 2011 aveva il più alto tasso di ricoveri per malattie mentali tra i paesi OCSE, e nel 2020 il più alto tasso di suicidi.
Lo Stato finanzia i servizi per i problemi di salute mentale, sebbene la maggior parte siano in strutture ospedaliere, sotto finanziate e poco utilizzate. Nonostante ci siano molte persone con questo problema, la diffusa stigmatizzazione scoraggia i malati dal cercare cure. Sebbene i disturbi mentali si riscontrino in tutte le fasce d'età, le più colpite sono gli anziani e gli adolescenti.

## Storia
La medicina occidentale fu introdotta per la prima volta in Corea del Sud dai medici missionari. Questo portò alla transizione dell'assistenza sanitaria mentale dai guaritori o sciamani agli ospedali psichiatrici sponsorizzati dal governo giapponese, che nel 1910 occupava ancora la Corea. L'isolamento all'interno di queste strutture contribuì allo sviluppo della stigmatizzazione nella società coreana. Negli anni 2010, la base dell'assistenza sanitaria si è spostata dalle degenze ospedaliere a lungo termine all'assistenza sanitaria basata sulla comunità, sebbene il periodo di ricovero di coloro che soggiornano negli ospedali sia in rialzo.

## Percezione sociale delle malattie mentali
Alcune ricerche hanno individuato nei sudcoreani livelli comparativamente più alti di stigmatizzazione interiorizzata, che si collega a tassi più alti di malattie mentali e a sintomi più gravi. La ricerca di cure per le condizioni di salute mentale è ampiamente disapprovata nella cultura coreana: alcuni rapporti affermano che solo il 7% delle persone affette da problemi cerchi aiuto professionale. Vista l'influenza del confucianesimo, l'onore della famiglia ha la priorità sull'individuo, portando così i coreani a rinunciare ai trattamenti per preservare la reputazione familiare. La stigmatizzazione rende inoltre difficile alle persone che si stanno riprendendo dalla malattia rientrare nella società.

## Assistenza sanitaria
La legge sudcoreana proibisce la discriminazione sul posto di lavoro sulla base delle condizioni mentali, ma tali discriminazioni persistono per la mancanza di applicazione della normativa. Sebbene ci siano molti professionisti del settore, l'assistenza sanitaria per le cure mentali rimane isolata rispetto alle cure primarie. Molti dei farmaci per la cura delle malattie mentali sono ampiamente disponibili in Corea, e la copertura sanitaria universale copre completamente le spese, quindi ogni sudcoreano ha la possibilità di acquistarli, ma la stigmatizzazione scoraggia spesso le persone dall'utilizzare la propria copertura sanitaria.
La spesa pubblica per questo tipo di problema era del 3% nel 2011, la maggior parte della quale destinata agli ospedali psichiatrici nonostante le cure venissero erogate prevalentemente da strutture ambulatoriali.
Nel 1995 il governo ha approvato il Mental Health Act, che ha ampliato il numero di ospedali psichiatrici nazionali e di centri comunitari di salute mentale, con l'obiettivo di rendere più accessibile l'assistenza. Tuttavia, questo ha reso anche più facili i ricoveri involontari. Nel 2017, la legge sulla salute mentale è stata modificata per proteggere i diritti e le libertà individuali.

## Malattie mentali

### Concause
Le difficoltà economiche alla fine degli anni '90 hanno portato a un forte aumento delle malattie mentali e dei suicidi in Corea del Sud, come d'altronde in tutti gli altri paesi asiatici colpiti dalla depressione economica.
Problemi come il binge drinking e la diffusa cultura del bere possono portare all'aumento dei problemi mentali nella società. I coreani sono sottoposti a uno stress notevole sin da un'età relativamente giovane. L'etica lavorativa, il sistema educativo, l'esclusione sociale porta al sorgere di problemi sia in ambito mentale che per quanto riguarda il tornaconto sulla vita giornaliera.

### Depressione
Nel 2001, si stimava che tra il 3 e 4,2% della popolazione sudcoreana soffrisse di disturbo depressivo grave, come indicato nel DSM-IV, un numero in continua ascesa. I più colpiti da questo problema erano le donne, i fumatori, i lavoratori a turni o persone con uno stato di salute non buono. Si stima che la depressione costi oltre 4 miliardi di dollari nell'economia sudcoreana che porta ad avere ripercussioni sulla crescita economica e sulla salute pubblica.

### Altre malattie mentali
Nel 2002, il 6,6% dei sudcoreani aveva un disturbo da dipendenza dalla nicotina, il 2% disturbi dell'umore e il 5,2% il disturbo d'ansia. Nel 2007, il 17% della popolazione risultava soffrisse di insonnia.
Tra i rifugiati della Corea del Nord che vivono nel Sud si riscontrano disturbi da stress post-traumatico (PTSD). Da uno studio del 2005, è risultato che il 29,5% dei rifugiati nordcoreani ne soffriva, con un tasso più elevato tra le donne rispetto agli uomini.

### Dati demografici delle malattie mentali

#### Malattie mentali negli anziani
Nel 2002 un numero compreso tra il 17,8 e il 27,9% delle persone di età pari o superiore ai 65 anni in Corea del Sud rischiava di soffrire di depressione, percentuale superiore rispetto agli altri Paesi. I fattori associati alla depressione in età avanzata includono l'analfabetismo, la vita in solitudine, la povertà, la scarsa istruzione, il fumo, i traumi cranici e le disabilità intellettive.

#### Malattie mentali negli adolescenti
Più del 10% degli adolescenti di Seul è dipendente da Internet, spesso in correlazione a fattori familiari tra cui abuso minorile e genitori molto severi. Inoltre, legati alla dipendenza da Internet sono il disturbo ossessivo-compulsivo e la depressione.
Lo studio del 2009 Addictive Internet Use Between Korean Adolescents: A National Survey ha evidenziato che un motivo per cui la dipendenza da Internet era così radicata tra gli adolescenti di Seul era il fatto che un gran numero di studenti utilizzasse prevalentemente Internet per i giochi online: per la precisione, il 67% degli studenti maschi delle medie e il 44,8% dei liceali maschi. Tra le donne loro coetanee, invece, il 23% usava Internet per blog o pagine personali, e il 23,9% delle liceali a scopo di ricerca.